# Palazzo dell'INAIL (Messina)
Il Palazzo dell'INAIL è un edificio progettato da Giuseppe Samonà e Guido Viola. Sorge sulla via Garibaldi, nella città di Messina.

## Profilo e storia dell'architettura
Edificato nel 1938, è riconoscibile del proprio rivestimento in travertino e marmo di Carrara, della propria massa muraria e squadrata e della compattezza prismatica. L'edificio è semplice e prismatico.
La facciata è quasi piatta interrotto solo dai pilastri verticali coronati da una trave continua.